# صموئيل كوردوفا
صموئيل كوردوفا (13 مارس 1989 - ) (بالإسبانية: Samuel Córdova)‏ هو لاعب كرة طائرة المكسيك. شارك في الكرة الطائرة في الألعاب الأولمبية الصيفية 2016.

## وصلات خارجية
- صموئيل كوردوفا على موقع عالم الكرة الطائرة (الإنجليزية)
- صموئيل كوردوفا على موقع أوليمبيديا (الإنجليزية)